# Jacob von Brockhausen
Freiherr Jacob von Brockhausen (* 1724 in Wien; † 7. Januar 1779 in Wien) war kaiserlicher Feldmarschall-Lieutenant, Ritter des Maria-Theresia-Ordens und Inhaber des Kürassier-Regiments No. 6.

## Herkunft
Er entstammt der schweizerischen Familie Brockhausen und war der Sohn des österreichischen Hofkriegsrates Johann Wilhelm von Brockhausen († 20. April 1726) und der Antonia (Ponz) von Engelshofen. Er hatte mehrere Geschwister:
- Viktor Amadeus († 23. Juni 1767)
- Anna Esther (* 1716)[4] ⚭ Freiherr Joachim von Mechtl
- Maria Theresia ⚭ Marquis N.N. von d'Oligoni

## Leben
Brockhausen ging in kaiserlicher Dienste und am 1743 in das Kürassier-Regiment No. 8 (Bernes). Er kämpfte im Zweiten Schlesischen Krieg in den Schlachten bei Hohenfriedberg und Soor und war 1748 bis zum Rittmeister aufgestiegen.
In seinem Regiment war er bis zum Siebenjährigen Krieg mit der Ausbildung der Karabiner-Kompanie beschäftigt. Das Regiment schlug sich wacker in der Schlacht bei Lobositz und Brockhausen als 1757 zum Oberstleutnant in das Kürassier-Regiment No. 6 versetzt. 1758 kämpfte er bei Kolin, Breslau und Leuthen, anschließend wurde er zum Oberst befördert.
Während der Schlacht bei Hochkirch erhielt er die Erlaubnis zum Angriff auf das Grenadierbataillon Prinz von Preußen. Trotz schwierigem Gelände gelang es ihm, das Bataillon vernichtend zu schlagen und 600 Gefangene zu machen. Dadurch brach der linke Flügel der Preußen zusammen,  dafür erhielt er das Kleinkreuz des Maria-Theresia-Ordens. Im Jahr 1760 kämpfte er bei Torgau und wurde verwundet, am 5. Juli 1760 wurde er auch in den Freiherrenstand erhoben.
Nach dem Krieg wurde er am 25. Januar 1767 mit Rang vom 16. März 1759 zum Generalfeldwachtmeister und 19. Januar 1771 mit Rang vom 20. April 1767 Feldmarschall-Lieutenant ernannt. 1771 wurde er Inhaber des Kürassier-Regiments No. 6. Geschwächt von den Verletzungen, die er in den Kriege erlitten hatte, starb er im Januar 1779 in Wien.
Das Paar hatte einen Sohn namens Joseph (1765–1773), dieser starb im Theresianum in Wien.